# اندیس فردو
فردو یک اندیس غیرفلزی است که در حوالی شهر کهک استان قم قرار دارد و مادهٔ معدنی موجود در آن، فلدسپات است.سنگ میزبان این اندیس توف سبز، مارن، شیل، سنگ آهک، بازالت، است و دیرینگی آن به دوران ائوبالا می‌رسد. 